# ARMA 2
ARMA 2 is een computerspel ontwikkeld en uitgegeven door Bohemia Interactive voor Windows. De tactische first-person shooter is uitgekomen in Tsjechië op 17 juni 2009.
In februari 2015 werd bekend dat het spel 2,3 miljoen keer is verkocht.

## Spel
Het openwereldspel is een militair simulatiespel en het vervolg op ArmA: Armed Assault. Het spel is hoofdzakelijk gericht op soldaten van de infanterie (grondtroepen), maar er zijn ook voertuigen en luchtgevechten toegevoegd. De speler bestuurt troepen die strategisch geplaatst moeten worden om het spel te winnen.
ARMA 2 speelt zich af in de fictieve Oost-Europese staat Chernarus, die werd geïnspireerd door het Tsjechische landschap.
Er zijn ongeveer 80 realistische wapens en 130 voertuigen in het spel. De speler kan hierbij elk voertuig besturen.

## Uitbreidingen
| Naam                               | Datum            | Type                         |
| ---------------------------------- | ---------------- | ---------------------------- |
| Arma 2: Operation Arrowhead        | 29 juni 2010     | Losstaand uitbreidingspakket |
| Arma 2: Combined Operations        | 29 juni 2010     | Verzamelbundel               |
| Arma 2: British Armed Forces       | 26 augustus 2010 | Uitbreiding                  |
| Arma 2: Private Military Company   | 30 november 2010 | Uitbreiding                  |
| Arma 2: Reinforcements             | 1 april 2011     | Losstaand uitbreidingspakket |
| Arma 2: Army of the Czech Republic | 1 augustus 2012  | Uitbreiding                  |

## Ontvangst
Het spel is positief ontvangen. Men prees de realistische weergave en de grote omvang van het spel. Kritiek was er op het aantal fouten in het spel en de matige KI.
| Aggregator | Score       |
| ---------- | ----------- |
| Metacritic | 77%         |
| Publicatie | Beoordeling |
| Eurogamer  | 8           |
| PC Gamer   | 83%         |
| PC Zone    | 70%         |